# Canton de Macouria
Canton de Macouria är ett arrondissement i Franska Guyana (Frankrike). Det ligger i den nordöstra delen av Franska Guyana, 17 km väster om huvudstaden Cayenne.